# Direction centrale du Service de santé des armées
La direction centrale du Service de santé des armées (DCSSA) est une direction d'administration centrale qui exerce le commandement du Service de santé des armées. Subordonnée au chef d'état-major des armées, elle est dirigée par un officier général ayant rang et appellation de médecin général des armées (MGA). Le MGA Jacques Margery est directeur central du Service de santé des armées depuis le 1er juillet 2023.

## Organisation
L'organisation de la direction centrale du Service de santé des Armées est définie par l'arrêté du 11 juillet 2018 portant organisation du Service de santé des armées.
La direction centrale est subordonnée au chef d’état-major des armées et est responsable devant le ministre des Armées de la gestion du Service. Elle est placée sous l'autorité d'un médecin général des armées ayant titre de directeur central (de 2017 à 2020, Maryline Gygax Généro porte le titre de directrice centrale). Il est entouré d’inspecteurs techniques et de consultants nationaux, chargés de le conseiller dans les domaines médical, pharmaceutique, vétérinaire et administratif. Il est également assisté de l'inspection du service de santé des armées, d'un cabinet, d'un bureau « affaires administratives réservées », d'un bureau « considération et dimension sociale » et d'un bureau de la communication et de l'information. En outre, le directeur central est entouré de quatre adjoints : le directeur central adjoint, un adjoint « opérations », un adjoint « expertise et stratégie santé de défense » et un adjoint « ressources ».
La direction centrale comprend : 
- La division « performance, synthèse »
- La division « opérations » ;
- La division « expertise et stratégie santé de défense » ;
- L'adjoint ressources, ayant sous ses ordres :
  - La sous-direction « achats / finances » ;
  - La sous-direction « appui à l'activité » ;
  - La sous-direction « politique des ressources humaines » ;
- L'officier général sécurités, ayant sous ses ordres :
  - Le bureau « maîtrise des risques » ;
  - Le bureau « sécurité et protection » ;
  - Le bureau « cybersécurité ».

## Histoire de la gouvernance du Service de santé
L'actuelle direction centrale du Service de santé des armées est constituée en 1962. Auparavant, les Services de santé de l'Armée de terre et de la Marine, celui des Colonies à partir de 1890 et, enfin, le Service de santé de l'Armée de l'air, ont connu plusieurs directions. Après une première tentative de 1794 à 1796 sous la Convention nationale et le Directoire, il faut attendre la IVe République pour voir la mise en place d'une gouvernance centralisée.

### Sous la Révolution
Lors de la Révolution française, un Conseil central de santé de neuf membres est créé par le décret du 7 août 1793 de la Convention nationale, mais il ne dirige que le Service de santé de l'Armée (de terre). L'année suivante, ses attributions sont transférées à la Commission de santé créée par la loi du 3 ventôse an II (21 février 1794), qui reçoit également la direction du Service de santé de la Marine . Par la loi du 12 pluviôse an III (31 janvier 1795), le Directoire renomme cet organisme Conseil de santé, composé de quatorze membres. La Convention et le Directoire sont donc les premiers régimes à centraliser le commandement des deux services de santé.
Il est néanmoins mis fin à cette centralisation dès 1796. En effet, le règlement directorial du 30 floréal an IV (19 mai 1796) supprime le Conseil de santé. En remplacement, le ministre de la Guerre nomme désormais des inspecteurs généraux du Service de santé de l'armée. L'arrêté du 5 thermidor an V (23 juillet 1797) institue ensuite un inspecteur général du Service de santé de la Marine et des colonies auprès du ministre de la Guerre (et non pas celui de la Marine). Ces inspecteurs généraux reprennent l'ensemble des attributions du Conseil de santé, mais les exercent sur leurs propres Service et non plus de façon centralisée. Le règlement de floréal an IV et l'arrêté de thermidor an V renforce en outre les pouvoirs des fonctionnaires administratifs — les commissaires des guerres — sur les Services de santé, réduisant considérablement la marge de manœuvre des inspecteurs généraux,.
Les gouvernances des Services de santé sont à nouveau modifiées en 1800. Dans l'Armée (de terre), l'arrêté consulaire du 4 germinal an VIII (25 mars 1800) réduit le nombre des inspecteurs généraux de neuf à trois. Ils se réunissent en Conseil de santé auprès du ministre de la guerre mais ne sont habilités qu'à lui donner des directives techniques : ils perdent ainsi tous leurs pouvoirs d'inspection et de direction. La gouvernance véritable est assumée par les cinq membres du Directoire central des hôpitaux, qui ne sont pas des médecins. Cet arrêté signe donc l'exclusion des médecins militaires de la direction du Service de santé de l'Armée. Cette situation prend fin avec l'arrêté du 9 frimaire an XII (1er décembre 1803), qui supprime le Conseil de santé, augmente le nombre d'inspecteurs généraux à six et leur rend leurs pouvoirs d'inspection.
Le corps de santé de la Marine et des Colonies est quant à lui replacé sous l'autorité du ministre de la Marine par l'arrêté du 17 nivôse an IX (7 janvier 1801). Ce même arrêté supprime également le poste d'inspecteur général, faisant du Service de santé de la Marine un « corps sans tête pendant toute la période du Consulat et de l'Empire ». Il est dirigé à l'échelle des ports par les Conseils de santé des ports, créés en 1799 par l'arrêté du 7 vendémiaire en VIII ; mais ceux-ci sont placés sous tutelle des commissaires de la Marine.

### Sous le Premier Empire
La période du Premier Empire est marquée par les guerres napoléoniennes : le Service de santé de l'Armée est doté en conséquence d'une organisation spécifique aux campagnes de l'armée napoléonienne. Trois personnages y jouent un rôle de premier plan : le médecin en chef (Jean François Coste de 1805 à 1807, puis René-Nicolas Desgenettes), le chirurgien en chef (le baron Percy, puis Nicolas Heurteloup et enfin Dominique Larrey) et le pharmacien en chef (Antoine-Louis Brongniart). Ils exercent néanmoins des rôles d'exécution des soins et ne peuvent faire que des propositions relatives à l’organisation de ceux-ci. Le pouvoir normatif est entre les mains des commissaires des guerres qui sont de fait les « véritables directeurs du Service de santé ».

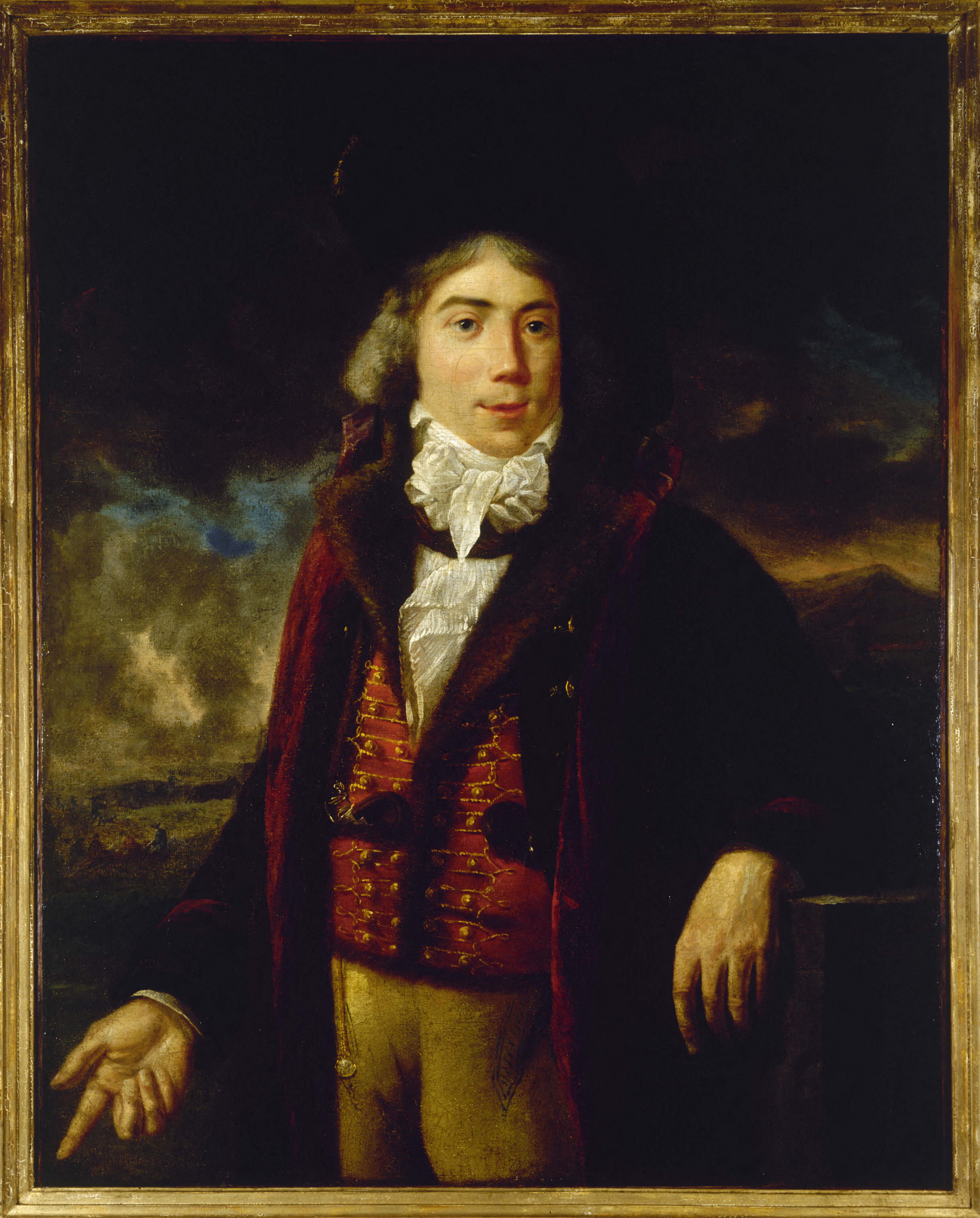
René-Nicolas Desgenettes, médecin en chef de la Grande Armée de 1807 à 1814.
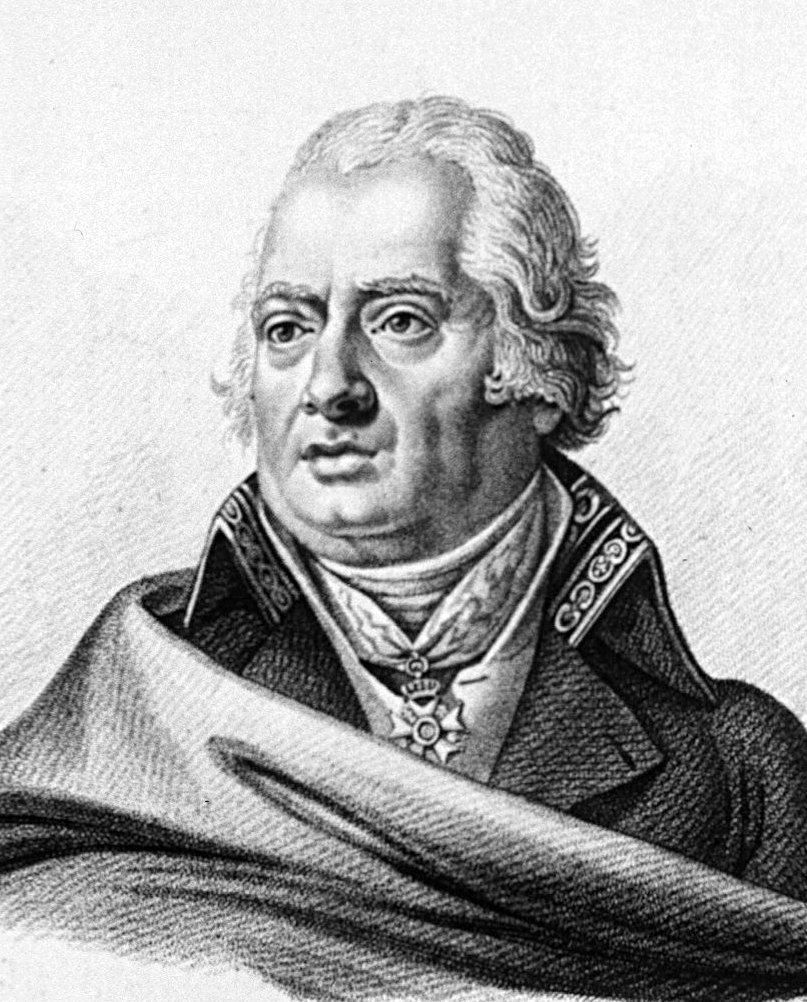
Pierre-François Percy, chirurgien en chef de la Grande armée de 1805 à 1808.
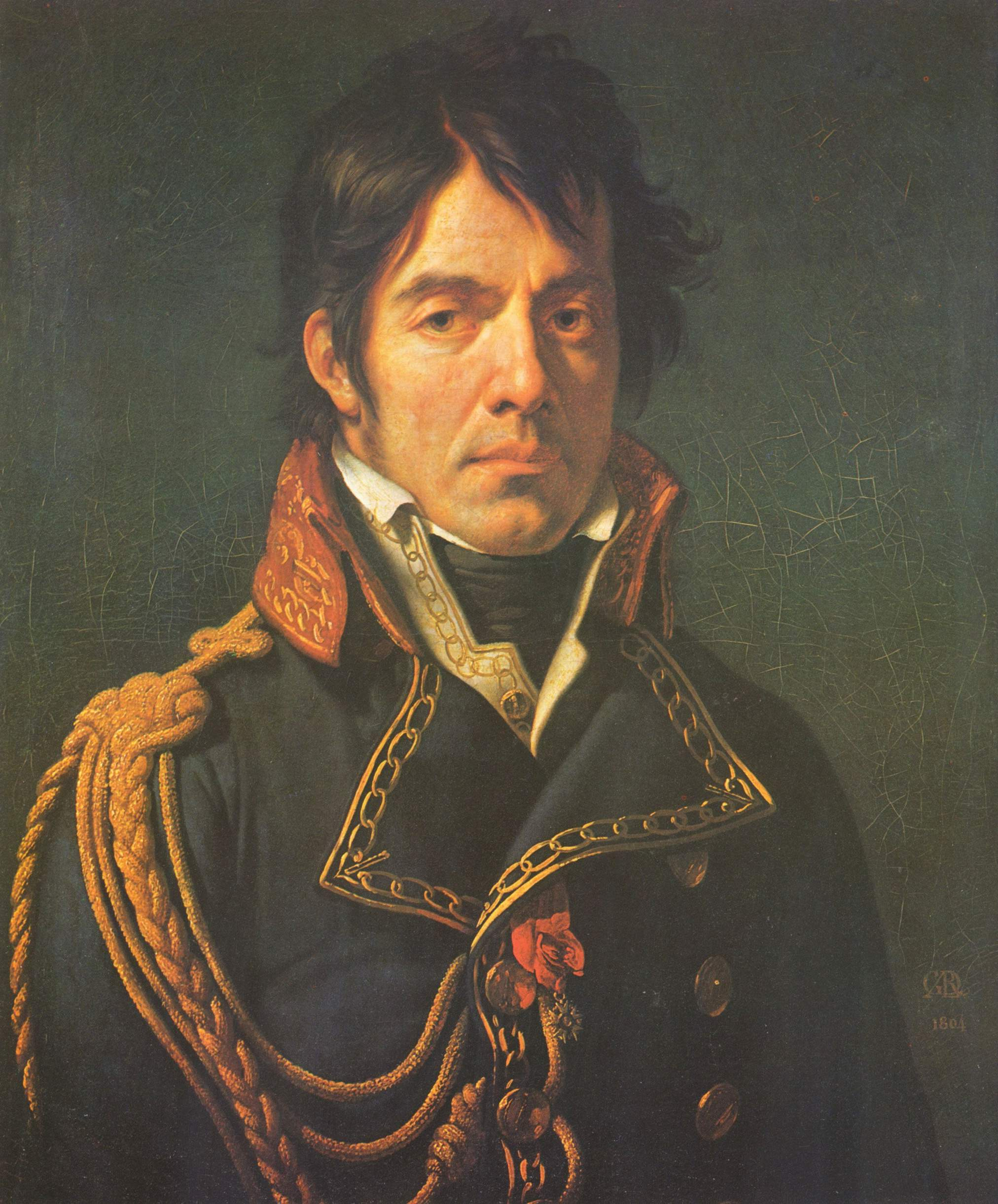
Dominique-Jean Larrey, chirurgien en chef de la Grande armée de 1812 à 1814.

Dans la Marine, le poste d'inspecteur général du Service de santé de la Marine est rétabli par le décret du 15 janvier 1813 et c'est Pierre-François Kéraudren qui est nommé le 9 février.

### Sous la Restauration et la monarchie de Juillet

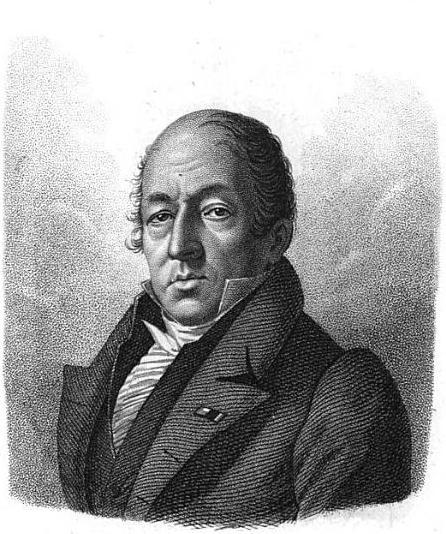
Pierre-François Kéraudren, inspecteur général du Service de santé de la Marine de 1813 à 1845.

L'ordonnance royale du 10 janvier 1816 rétablit un Conseil de santé à la tête du Service de santé de l'Armée. Ses membres, au nombre de trois, sont choisis parmi les six ex-inspecteurs généraux : les barons d'Empire Desgenettes, Larrey et Percy sont écartés par la Restauration en raison de leur implication dans le régime précédent, et ce sont Jean François Coste, Pierre-François Gallée et Charles Jean Laubert qui y sont nommés. Ce Conseil est réorganisé une première fois par l'ordonnance du 18 septembre 1824 (un secrétaire et un commis lui sont adjoints), puis une seconde fois sous la monarchie de Juillet par l'ordonnance du 12 août 1836 (le nombre des officiers de santé passe à cinq). Néanmoins, son rôle reste consultatif et ce sont toujours les commissaires des guerres (appelés intendants militaires depuis 1833) qui exercent la gouvernance véritable.
L'amiral Duperré, ministre de la Marine et des Colonies à partir de 1834, impulse une réforme de l'organisation du Service de santé de la Marine. Il crée pour cela une commission présidée par l'inspecteur général Kéraudren. Les travaux de la Commission Kéraudren aboutissement à l'ordonnance du 17 juillet 1835 qui crée une direction du Service de santé dans chaque port et augmente les attributions de son inspecteur général, en lui conférant notamment les rang et prérogatives de contre-amiral. Le Titre VIII précise ses compétences : il correspond avec les conseils de santé des ports, inspecte les établissements de santé dans les ports, propose les affectations à donner aux officiers médecins de Marine, conseille le ministre sur le Service de santé de la Marine et des Colonies, lui propose des pistes d'amélioration et rédige un rapport annuel sur l'état du Service. Cependant, il n'a pas formellement sous son autorité les directeurs des Services de santé des ports avant 1890.

### Sous laIIeRépublique et le Second Empire
Le décret du 23 mars 1852 augmente à nouveau le nombre des officiers de santé siégeant au Conseil de Santé de l'Armée : ils y sont désormais huit. Sous l'Empire, le décret du 18 juin 1860 entraîne l'assimilation aux grades de l'Armée de terre des officiers de santé : les huit médecins militaires du Conseil de santé reçoivent ainsi les rang et prérogatives de généraux de brigade et appellation de médecin inspecteur (correspondant au grade actuel de médecin général). La tutelle des intendants militaires est néanmoins toujours d'actualité.

### Sous laIIIeRépublique
Le poids des intendants militaires dans l'administration du Service de santé de l'Armée (de terre) est supprimé par les articles 1 et 2 de la loi du 16 mars 1882,. En outre, cette loi transforme le Conseil de santé en Comité consultatif de santé de l'Armée et institue le grade de médecin inspecteur général (correspondant au grade actuel de médecin général inspecteur) avec rang et prérogatives de général de division. Léon Legouest est le premier à être promu à ce grade, par décret du 23 avril 1882. Il est ensuite nommé président du Comité consultatif de santé par arrêté du 7 juin 1882.
Enfin, la gouvernance du Service de santé de l'armée est définitivement fixée par le décret du 27 mai 1882, qui crée la Direction centrale du Service de santé de l'Armée, correspondant à la 7e direction du ministère de la Guerre, :
«  Art. 1er. — La direction du service de santé est exercée dans l'armée, à l'intérieur en et campagne, par les médecins militaires, l'autorité du commandement.
Direction centrale
Art. 3. — Une direction du service de santé est chargée, sous les ordres immédiats du ministre, de traiter toutes les questions se rapportant soit au personnel, soit au matériel et aux approvisionnements de toute nature nécessaires au service.
Art. 4. — Le Conseil de santé des armées est supprimé. Le Comité consultatif de santé, créé par l'article 40 de la loi du 16 mars 1882, est composé du médecin inspecteur général, président, de cinq médecins inspecteurs désignés par le ministre et du pharmacien inspecteur. Les attributions et le fonctionnement du comité consultatif de santé analogues à ceux comités consultatifs d'administration et des différentes armes.  »
— Journal officiel de la République française, no 145, 26 mai 1882

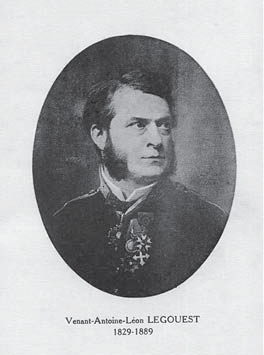
Léon Legouest, premier médecin militaire à accéder au grade de médecin général inspecteur, et premier président du Comité consultatif de santé de l'Armée en 1882.
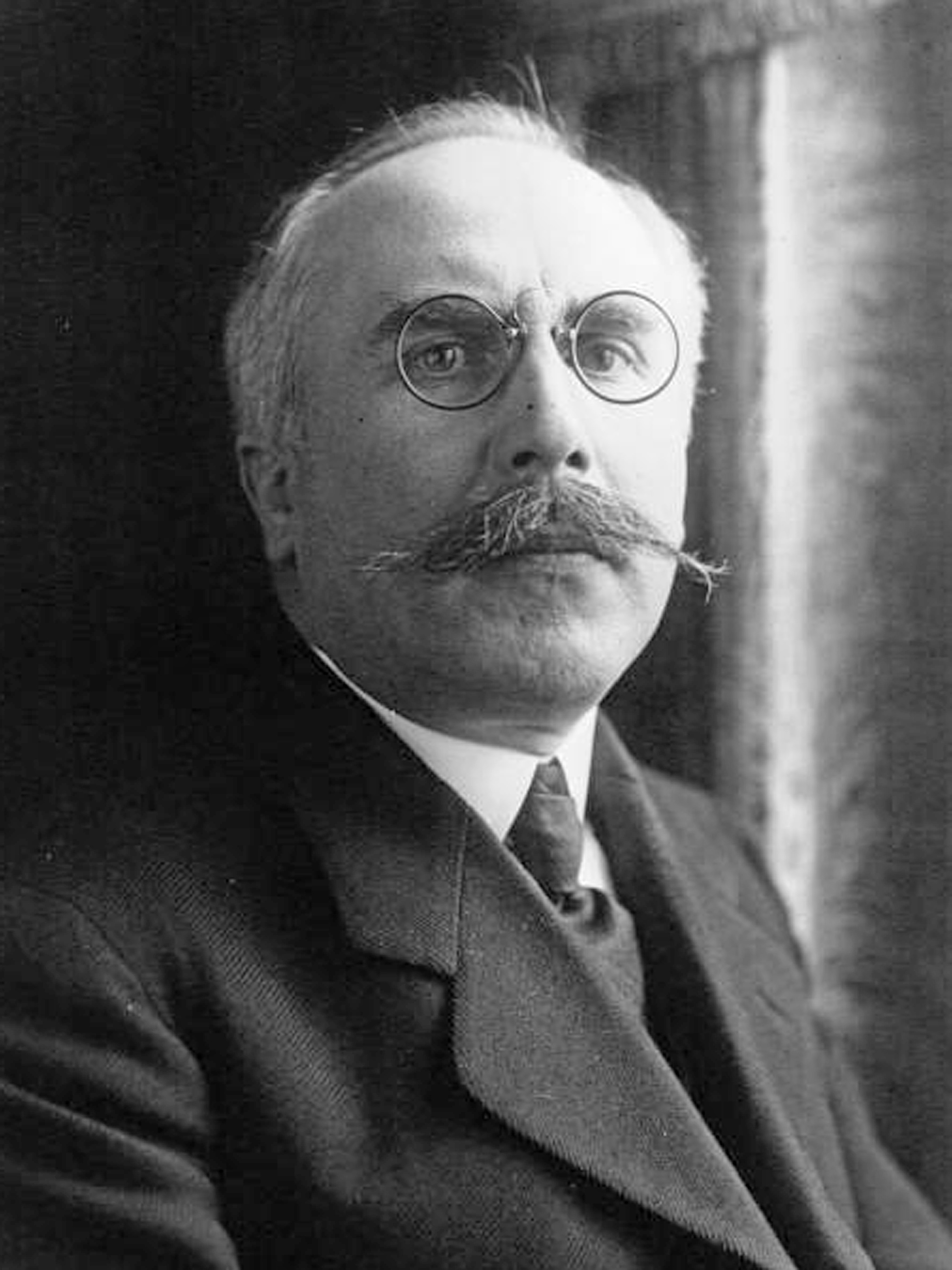
Justin Godart, sous-secrétariat d'État du ministère de la Guerre, chargé de la direction du Service de santé militaire de 1915 à 1918.

Pendant la première Guerre mondiale, une double direction du Service de santé de l'Armée (de terre) est constituée. D'une part, une Direction générale du service de santé est créée au sein du Grand Quartier général le 9 octobre 1914, et le médecin inspecteur général Paul Chavasse est placé à sa tête. D'autre part, le 1er juillet 1915, la septième sous-direction devient un Sous-secrétariat d'État du ministère de la Guerre,  chargé de la direction du Service de santé militaire. Ce nouveau portefeuille est tenu par Justin Godart jusqu'au 5 février 1918, puis par Louis Mourier.
L'autonomie du Service de l'Armée est le « catalyseur » entraînant celle du Service de la Marine. Dans un premier temps, les directeurs de santé des ports sont libérés de l'influence des commissaire de la Marine et placés sous l'autorité directe de l'inspecteur général par le décret du 31 mars 1890,. Mais ce n'est qu'en 1909 qu'est créée au sein du ministère de la Marine une direction centrale analogue à la 7e direction du ministère de la Guerre (décret du 10 décembre 1909).
En 1890 est créé le Corps de santé des Colonies et Pays de Protectorat (décret du 7 janvier 1890). A sa tête se trouve un médecin inspecteur, président du Conseil supérieur de santé des Colonies et Pays de Protectorat, placé sous l'autorité directe du ministre chargé des Colonies (celui de la Marine ou du Commerce, puis, à partir de sa création en 1894, le ministère des Colonies). Le corps de santé des colonies est rattaché aux Troupes de marine à leur création en 1900 ; il est réorganisé par le décret du 4 novembre 1903, qui place à sa tête un inspecteur général assisté par le Conseil supérieur de santé des Colonies. L'inspecteur général devient le directeur du Service de santé des Colonies et l'inspection générale la direction du Service de santé des Colonies le 1er janvier 1940.
Enfin, le Service de santé de l'air est créé par la loi du 30 septembre 1940, et, sur le modèle des autres services, il est doté d'un directeur, le médecin général Georges Goett.

### Du Gouvernement provisoire à laVeRépublique
Jusqu'en 1948, les quatre services de santé (Terre, Air, Mer, Colonies) possèdent leurs propres directions. Le décret n° 48-1734 du 16 novembre 1948 entraîne la fusion des trois premières en une Direction centrale du Service de santé des armées à compter du 1er janvier 1949. Son organisation est réglée par un arrêté du 6 décembre 1948, qui précise notamment que cette direction est « placée sous l'autorité d'un officier général qui porte le titre de directeur des Services de santé des armées ». Ainsi, pour la première fois depuis le Directoire à la fin du XVIIIe siècle, les Services de santé sont gouvernés de façon centralisée, à l'exception notable de celui des Colonies. Le poste de directeur des Services de santé des armées est successivement occupé par les médecins généraux inspecteurs Lucien Jame (1949-1951),, Georges Hugonot (1951-1955), Alfred Reilinger (1955-1956), Raymond Debenedetti (1956-1962).
Le décret du 30 avril 1962 sanctionne la fusion définitive de la gouvernance de tous les services de santé, y compris celui des Colonies. La même année, la Direction centrale des Services de santé prend le nom qu'on lui connait aujourd'hui, devenant la Direction centrale du Service de santé des Armées par arrêté du 3 septembre. Raymond Debenedetti, directeur central des Services de santé depuis 1956, devient le premier directeur central du Service de santé.

## Liste des directeurs centraux du Service de santé
| Portrait                                                         | Grade au moment de la nomination | Directeur central               | Date de prise de poste | Date de prise de poste | Longévité        |
| ---------------------------------------------------------------- | -------------------------------- | ------------------------------- | ---------------------- | ---------------------- | ---------------- |
| Directeurs des services de santé des armées (1949-1962)          |                                  |                                 |                        |                        |                  |
|                                                                  | Médecin général inspecteur       | Lucien Jame (d)                 | 1er janvier 1949       | [ 44 ]                 | 2 ans            |
|                                                                  | Médecin général inspecteur       | Georges Hugonot (d)             | 1951                   | [ 46 ]                 | 4 ans            |
|                                                                  | Médecin général inspecteur       | Alfred Reilinger                | 1955                   | [ 47 ]                 | 1 an             |
|                                                                  | Médecin général inspecteur       | Raymond Debenedetti             | 1956                   | [ 49 ]                 | 6 ans            |
| Directeurs centraux du Service de santé des armées (Depuis 1962) |                                  |                                 |                        |                        |                  |
|                                                                  | Médecin général inspecteur       | Raymond Debenedetti             | 1962                   | [ 49 ]                 | 1 an             |
|                                                                  | Médecin général inspecteur       | Louis Armand Petchot-Bacqué (d) | 1963                   | ,                      | 6 ans            |
|                                                                  | Médecin général inspecteur       | Pierre Lenoir (d)               | 1969                   | [ 49 ]                 | 4 ans            |
|                                                                  | Médecin général inspecteur       | Antoine Darbon (d)              | 1973                   | [ 49 ]                 | 5 ans            |
|                                                                  | Médecin général inspecteur       | Robert Ronflet (d)              | 1978                   | ,                      | 2 ans            |
|                                                                  | Médecin général inspecteur       | Charles Tournier-Lasserve (d)   | 1980                   | [ 54 ]                 | 2 ans            |
|                                                                  | Médecin général inspecteur       | Pierre Juillet (d)              | 1982                   | ,                      | 2 ans            |
|                                                                  | Médecin général inspecteur       | François Sclear (d)             | 1984                   | [ 57 ]                 | 4 ans            |
|                                                                  | Médecin général inspecteur       | Jean Miné (d)                   | 1988                   | ,                      | 2 ans            |
|                                                                  | Médecin général inspecteur       | Jean Bladé (d)                  | 31 octobre 1990        | [ 60 ]                 | 3 ans, 322 jours |
|                                                                  | Médecin général inspecteur       | Pierre Metgès (d)               | 19 septembre 1994      | [ 61 ]                 | 4 ans, 294 jours |
|                                                                  | Médecin général inspecteur       | Daniel Gautier (d)              | 11 juillet 1999        | [ 62 ]                 | 2 ans, 51 jours  |
|                                                                  | Médecin général des armées       | Michel Meyran (d)               | 1er septembre 2001     | [ 63 ]                 | 4 ans, 29 jours  |
|                                                                  | Médecin général des armées       | Bernard Lafont (d)              | 1er octobre 2005       | ,                      | 3 ans, 364 jours |
|                                                                  | Médecin général des armées       | Gérard Nédellec                 | 1er octobre 2009       | ,                      | 3 ans, 16 jours  |
|                                                                  | Médecin général des armées       | Jean-Marc Debonne               | 18 octobre 2012        | [ 69 ]                 | 4 ans, 327 jours |
|                                                                  | Médecin général des armées       | Maryline Gygax Généro           | 11 septembre 2017      | [ 70 ]                 | 3 ans, 49 jours  |
|                                                                  | Médecin général des armées       | Philippe Rouanet de Berchoux    | 31 octobre 2020        | [ 71 ]                 | 2 ans, 242 jours |
|                                                                  | Médecin général des armées       | Jacques Margery (d)             | 1er juillet 2023       | [ 72 ]                 | 2 ans, 35 jours  |